# Ghenci
Ghenci (węg. Gencs) – wieś w Rumunii, w okręgu Satu Mare, w gminie Căuaș. W 2011 roku liczyła 1193 mieszkańców. 